# 柳家蝠よし
柳家 蝠よし（やなぎや ふくよし）は落語家の名前。
- 三遊亭福よし - 後∶林家彦六
- 柳家蝠よし - 本項にて記述。

柳家 蝠よし（やなぎや ふくよし、1985年9月21日 - ）は、落語芸術協会所属の落語家。二代目柳家蝠丸門下の二ツ目。本名∶野田 裕喜。

## 経歴
2012年1月、二代目柳家蝠丸に入門し2月下席より楽屋入り。7月上席に池袋演芸場で初高座、演目は「子ほめ」。
2016年3月、昔昔亭喜太郎と共に二ツ目昇進。

## 芸歴
- 2012年1月∶二代目柳家蝠丸に入門、「蝠よし」を名乗る。
- 2016年3月∶二ツ目昇進。

## 人物
ディズニーのマリーちゃんが大好き。
趣味は歌舞伎、相撲観戦、ヒップホップを聴く事。
同じ落語芸術協会所属の春風亭昇輔、三遊亭遊子と、大阪限定の東京落語家ユニット「一揆」を結成している。